# 대한민국의 가정법원
이 문서는 대한민국의 가정법원에 관한 서술한 내용이다. 1963년 10월 1일에 설치된 가정법원은 지방법원과 동급 법원으로서 서울에 먼저 설치되었고, 이후 2001년 3월 1일에 부산 소년부지원이이 가정법원으로 승격되고 나머지도 가정지원으로 개편되었으며,  2012년 3월 1일에 대전, 대구, 광주 등이 승격되었다. 2019년 현재는 서울, 인천, 대전, 대구, 부산, 광주, 울산, 수원 등 여덟 군데에 설치되어 있다. 가정법원이 설치되지 않은 지역에서는 해당 지방법원이 이를 관할한다.

## 현황
- 서울가정법원 - 서울특별시 서초구 강남대로 193
- 부산가정법원 - 부산광역시 연제구 법원로 31
- 대구가정법원 - 대구광역시 달서구 장산남로 30
- 광주가정법원 - 광주광역시 서구 상무번영로 85
- 대전가정법원 - 대전광역시 서구 둔산중로 69
- 인천가정법원 - 인천광역시 남구 경원대로 881
- 울산가정법원 - 울산광역시 남구 법대로 55
- 수원가정법원 - 경기도 수원시 영통구 매영로345번길 67

## 같이 보기
- 대한민국 법원
- 대한민국 대법원
- 대한민국의 지방법원
- 대한민국의 회생법원
- 가정법원